# Viktoriaschule (Aachen)

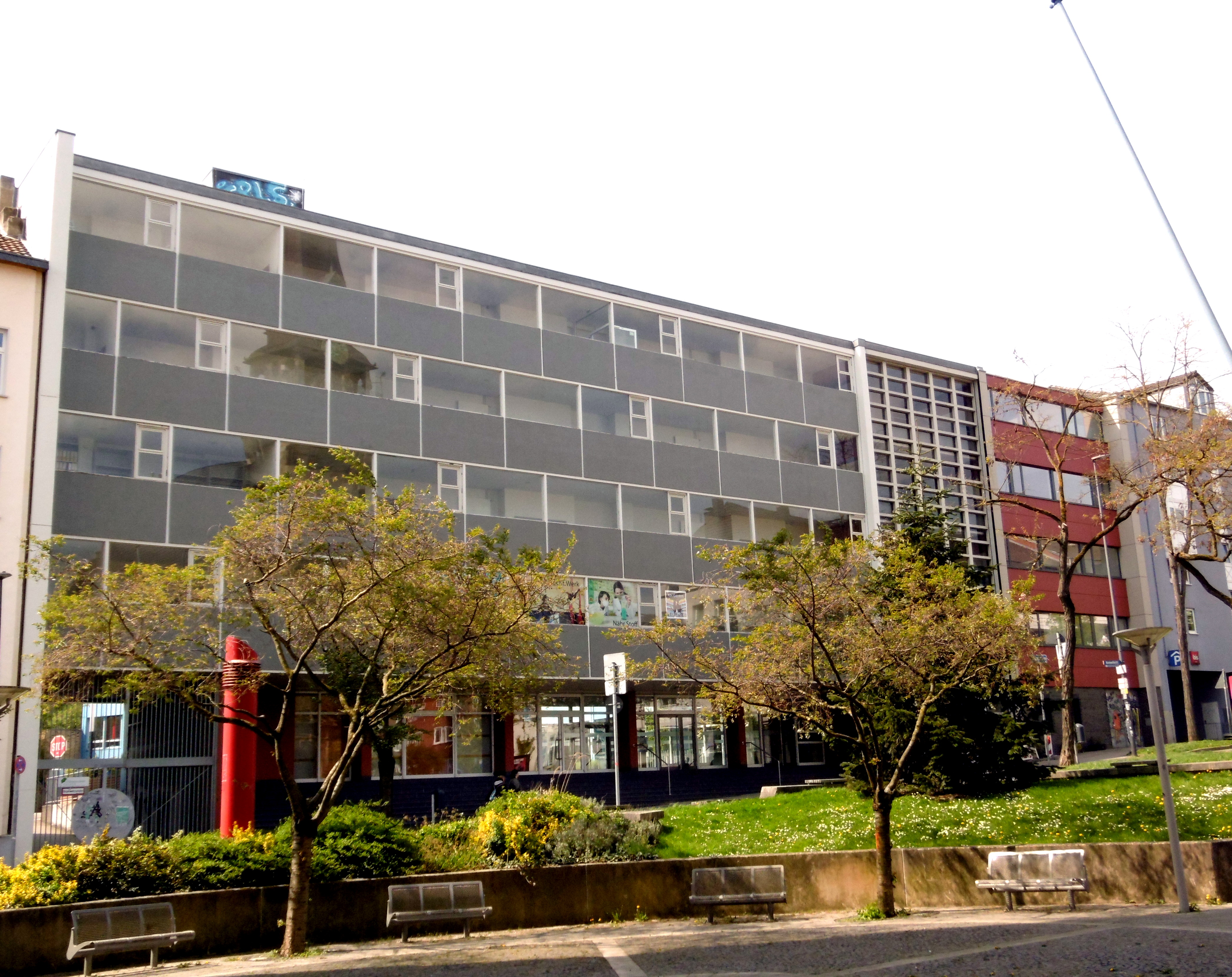
Haupteingang zur Warmweiherstraße

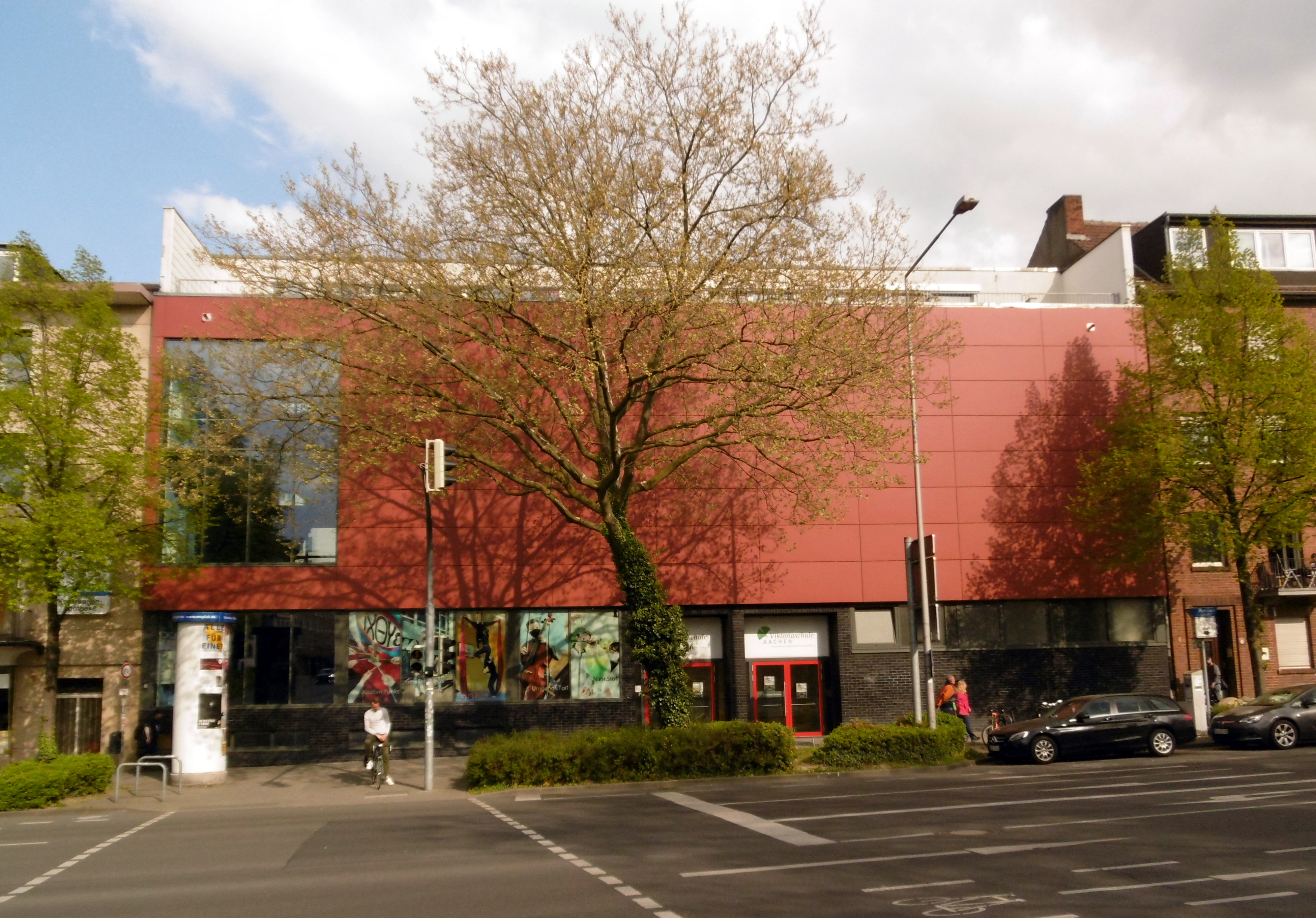
Fassade zur Normaluhr

Die Viktoriaschule in Aachen ist ein Gymnasium in Trägerschaft der Evangelischen Kirche im Rheinland, das aus der 1870 gegründeten „Evangelischen höheren Töchterschule“ entstand. Die Schule wurde 1880 zu Ehren der damaligen preußischen Kronprinzessin Viktoria in „Viktoria-Schule“ umbenannt.

## Geschichte
Die Geschichte der Viktoriaschule ist in ihren ersten Jahrzehnten wesentlich eine Geschichte des Verhältnisses von Aachen zu Preußen und allgemeiner der Protestanten in Aachen. Bis zum Anfang des 19. Jahrhunderts durften protestantische Zuwanderer im katholischen Aachen, obwohl zahlreich vorhanden, keine eigene Kirchengemeinde gründen und feierten ihren Gottesdienst im niederländischen Vaals, das wenige Kilometer vom Stadtzentrum Aachens entfernt liegt. Das änderte sich erst 1815 mit dem Wiener Kongress, infolge dessen Aachen an das mehrheitlich protestantische Königreich Preußen fiel. 1825 wählten die Aachener Protestanten ihren ersten Superintendenten. 1870 gründete man auf preußische (und damit protestantische) Anregung in Aachen die Königlich Rheinisch-Westphälische Polytechnische Schule zu Aachen (heute RWTH Aachen). Im selben Jahr gründeten protestantische Aachener, darunter Philipp Heinrich Cockerill, die Evangelische höhere Töchterschule. Als Schirmherrin und Namensgeberin erbaten sie das Patronat von der preußischen Kronprinzessin Victoria von Großbritannien und Irland, was nach deren Zusage 1880 zur Umbenennung in Viktoriaschule führte.
Um 1900 war Leo Geschwandtner (* 1853) Direktor der Viktoriaschule. Er war promovierter Oberlehrer und Mitglied im Vorstand des Aachener Geschichtsvereins. 1908 wurde der Erweiterungsbau mit der Turnhalle fertiggestellt. Im Zuge der Gleichschaltung von Schulen durch das NS-Regimes kam es am 1. April 1936 zum Zusammenschluss mit dem St. Leonhard Gymnasium. Das so entstandene „Städtische Oberlyzeum mit dreijähriger Frauenschule“ wurde von den Aachenern (für die Nationalsozialisten) provokant „Sankt Levi“ genannt. Die Schule wurde 1956 von evangelischen Aachenern neu gegründet und der Neubau nach Plänen der Architekten und Bauräte F. W. Bertram und Elmar Lang begonnen. Bis April 1962 beherbergte die auch unter dem Namen bekannte „Viktoriaschule an der Normaluhr“ die Klassen Sexta, Quinta und Quarta des Rhein-Maas-Gymnasiums Aachen. 1971 wurde an der Viktoriaschule die Koedukation eingeführt und im Jahr 1974 übernahm die Evangelische Kirche im Rheinland die Trägerschaft der Schule, die zusätzlich von der Aachener Kirchengemeinde unterstützt wird.
Im Jahre 1976 wurde die differenzierte Oberstufe mit drei Leistungskursen (Viktoriamodell, besonders genehmigt) eingeführt. Dieses Modell musste jedoch auf Anweisung der Schulaufsicht wieder eingestellt werden, sodass es ab dem Schuljahr 2021/22 nur noch zwei Leistungskurse gibt.

## Besonderheiten

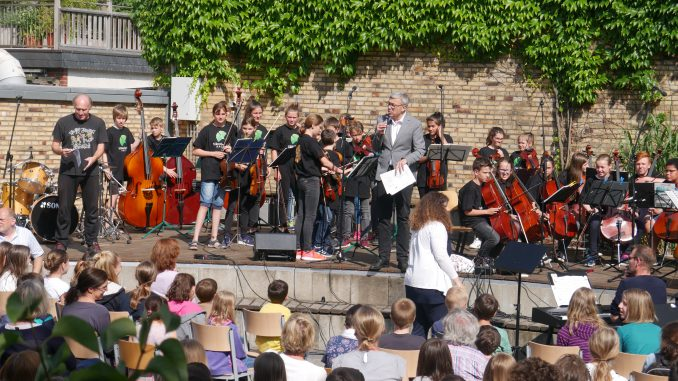
Schulfest der Viktoriaschule 2019

### Schülerzirkus Configurani
Seit 1989 bietet die Viktoriaschule unter der Leitung des Zirkuslehrers Krenne Aymans eine „Einrad- und Jonglier-AG“ an, bei welcher sich anfangs nur 20 Schüler beteiligten. Nach der Premiere am 6. Juni 1990 in der Aula der Schule folgten im Laufe des Jahres weitere 18 Auftritte, unter anderem bei der Kieler Woche, dem Aachener Stadtfest und bei diversen kleineren Veranstaltungen sowie die Umbenennung in Circus Configurani (lat. für Zirkus der Gestalter).
Höhepunkte waren der Auftritt im Zirkus Roncalli, Aufführungen auf der Expo 2000 in Hannover, im Apollo Variete Düsseldorf und auf den European Juggling Conventions.
Dem Gründer Krenne Aymans wurde 2004 für sein Engagement als „zirkusbegeisterter, balancierender und jonglierender“ Lehrer von dem KI.KA-Magazin Reläxx die Trophäe „Goldener Pauker“ verliehen.

### 60-Minuten-Modell
Seit dem Beginn des Schuljahres 2008/09 dauert eine Unterrichtsstunde an der Viktoriaschule nicht mehr 45 Minuten wie sonst üblich, sondern eine volle Zeitstunde. Diese Umstellung war eine Folge des verkürzten Bildungsgangs im achtjährigen Gymnasium.

## Bekannte Schüler
- Lili Frankenstein (1889–1942), deutsch-jüdische Archäologin und Gymnasiallehrerin (vom 10. September 1914 bis zum 30. März 1915 hier auch als Vertretungslehrerin eingesetzt)
- Martha Maas (1893–1970), Porträtfotografin, vor 1910
- Gertrud Savelsberg (1899–1984), Sozialwissenschaftlerin, bis 1918
- Edith Frank-Holländer (1900–1945), Mutter von Anne Frank, bis 1916
- Dagmar Preising (* 1956), Kunsthistorikerin
- Eva-Maria Voigt-Küppers (* 1958), SPD-Politikerin und Landtagsabgeordnete, Abitur 1977
- Ulrich Schröder (* 1964), Grafiker und Comic-Zeichner
- Harald Schröder (* 1966), Grafiker, Comic-Zeichner, Animationsfilmer, Storyboarder, Illustrator, Designer und Artdirector
- Thomas Hahn-Bruckart (* 1978), evangelischer Theologe und Kirchenhistoriker
- Jonas Burgwinkel (* 1981), Schlagzeuger des Creative Jazz
- Daniel „Danger Dan“ Pongratz (* 1983), und Mitglied der Antilopen Gang (ist nach einigen Monaten von dieser Schule geflogen und widmete der Schule den Song „Ingloria Victoria“, in dem er sich kritisch mit seiner Schule und dem System auseinandersetzt)[8]
- Shawn Bu (* 1986), Filmregisseur, Kameramann, Filmeditor und Webvideoproduzent
- Ye-One Rhie (* 1987), Politikerin und von 2021 bis 2025 Bundestagsabgeordnete[9]
- Julien Bam (* 1988), Webvideoproduzent, Schauspieler und Synchronsprecher